# Wacław Pijanowski
Wacław Jan Pijanowski vel Wacław Ptaszyński vel Wojciech Ptaszyński, pseud. Dym, Raźny (ur. 21 stycznia 1906 w Siedlowie, zm. 5 kwietnia 1995 w Londynie) – major lotnictwa Wojska Polskiego, Polskich Sił Zbrojnych na Zachodzie i Armii Krajowej, cichociemny.

## Życiorys
Wacław Pijanowski urodził się w rodzinie Edwarda, właściciela dóbr ziemskich, i Marii z domu Frejtag. W dzieciństwie przebywał z rodziną w Moskwie. Po ukończeniu Państwowego Gimnazjum Matematyczno-Przyrodniczego im. Tytusa Chałubińskiego w Radomiu zdał tam maturę w 1927 roku. W latach 1926–1931 studiował w AGH, uzyskując absolutorium. W 1932 roku rozpoczął naukę w Szkole Podchorążych Rezerwy Artylerii we Włodzimierzu Wołyńskim, jednak wkrótce przeniósł się (w lutym następnego roku) do Szkoły Podchorążych Rezerwy Lotnictwa w Dęblinie, którą ukończył w czerwcu 1933 roku, po czym kontynuował naukę na kursie technicznym w Instytucie Technicznym Lotnictwa w Warszawie.
7 kwietnia 1934 roku Prezydent RP mianował go podporucznikiem w rezerwie ze starszeństwem z dniem 1 grudnia 1933 roku i 9. lokatą w korpusie oficerów aeronautyki, grupa techniczna, z równoczesnym powołaniem do służby czynnej, a Minister Spraw Wojskowych wcielił do 4 pułku lotniczego w Toruniu. W pułku pełnił służbę na stanowisku oficera technicznego eskadry myśliwskiej. Na stopień porucznika został mianowany ze starszeństwem z 1 stycznia 1936 w korpusie oficerów aeronautycznych. W 1937, po utworzeniu korpusu oficerów lotnictwa, został zaliczony do grupy technicznej. W tym samym roku reprezentował swój pułk na międzynarodowych zawodach balonowych o Puchar Gordona Bennetta w Brukseli. W marcu 1939 nadal pełnił służbę w 4 pułku lotniczym na stanowisku oficera nadzoru technicznego parku bazy lotniczej. Od czerwca 1939 roku pracował jako referent paliw w Kierownictwie Zaopatrzenia Lotnictwa.
We wrześniu 1939 roku pracował na dotychczasowym stanowisku. Przekroczył granicę polsko-węgierską 19 albo 21 września 1939 roku. Był internowany na Węgrzech. W październiku roku dotarł do Francji, gdzie został skierowany do Polskich Sił Powietrznych w Lyonie. W czerwcu 1940 roku został ewakuowany do Wielkiej Brytanii, gdzie przydzielono go do dywizjonu 304 na stanowisko oficera technicznego (dowódcy eskadry technicznej).
Po przeszkoleniu w zakresie lotnictwa został zaprzysiężony 5 października 1942 roku w Oddziale VI Sztabu Naczelnego Wodza. Zrzutu dokonano w nocy z 26 na 27 stycznia 1943 roku w ramach operacji „Gauge” dowodzonej przez por. naw. Radomira Walczaka (zrzut na placówkę „Żubr” położoną 14 km na południowy zachód od Kielc). Po aklimatyzacji dostał w marcu 1943 roku przydział do Wydziału Lotnictwa Oddziału III Operacyjnego Komendy Głównej AK na stanowisko kierownika referatu techniczno-zaopatrzeniowego.
W czasie powstania warszawskiego zgłosił się 7 sierpnia do pracy przy produkcji granatów i butelek do zwalczania czołgów. Dostarczał komponenty do lokalu produkcyjnego. Po kapitulacji powstania wyszedł z Warszawy z ludnością cywilną. Był więziony w obozach w Pruszkowie, Erfurcie i Ohrdruf. Został wyzwolony przez wojska amerykańskie 1 kwietnia 1945 roku, zameldował się w Oddziale VI Sztabu NW w Londynie 5 czerwca tego roku. Został zdemobilizowany 4 lutego 1947 roku.
Ukończył studia na Wydziale Górniczym Uniwersytecie Londyńskim uzyskując w 1946 roku tytuł inżyniera górnictwa. W 1947 roku ukończył Cordwainers Technical College. W latach 1948–1950 prowadził galerię i antykwariat. W latach późniejszych pracował jako monter w zakładach Charles A. Vandervell i Lucas Industries. W 1975 roku przeszedł na emeryturę. Był aktywnym działaczem koła cichociemnych w Londynie.
W 1936 roku w Warszawie zawarł związek małżeński z Marią Rządkowską (ur. w 1914 roku). Nie mieli dzieci.
Jego wspomnienia pt. Niech Bozia wynagrodzi zostały opublikowane w książce pt. Drogi cichociemnych... (wyd. I, II, III, Veritas, Londyn, 1954, 1961, 1972, Bellona, Warszawa, 1993, 2008).

## Awanse
- plutonowy podchorąży – czerwiec 1933 roku
- podporucznik – ze starszeństwem od 1 grudnia 1933 roku
- porucznik – ze starszeństwem od 1 stycznia 1936 roku
- kapitan – 27 stycznia 1943 roku
- major – ze starszeństwem od 1 września 1943 roku

## Odznaczenia
- Krzyż Walecznych
- Medal Lotniczy
- Air Crew Europe Star.